# Седморица против Тебе
Седморица против Тебе је трећи чин Есхилове „Едипове трилогије“, или „Едипеје“, дела који говори о бици између два Едипова сина, Полиника и Етеокла. Полиник је био на челу војске Арга, града у који се склонио након изгнанства из Тебе, док је Етеокле предводио тебанску војску.

## Позадина
Према миту, након Едиповог прогнанства из Тебе, његови синови су с Креонтом поделили власт између себе тако што је сваки од њих је требало да влада по годину дана. Међутим, Етеокле, млађи Едипов син, желео је власт само за себе, па је изгнао свог брата Полиника и завладао самостално. Полиник је побегао у Арг, град којим је владао краљ Адраст.
Полиник се на двору у Аргу сусрео са Тидејем, с којим се одмах завадио и потукао. Краљ Адраст је чуо гунгулу и кад је отишао да погледа шта се дешава, видео је ову двојицу у двобоју, и чим их је видео, сетио се пророчанства које му је предсказало да ће своје кћери удати за двојицу који ће бити обучени у лављу кожу и кожу дивље свиње, баш онако како су били обучени Тидеј и Полиник. Одмах их је раздвојио, свечано угостио и оженио својим кћерима.
Како су оба Адрастова зета били изгнаници, обојица су ускоро затражили помоћ да поврате власт у својим земљама, на шта је Адраст пристао. У походу на Тебу, учествовали су многи јунаци — Капанеј и Етеокле (Пројтови потомци), Партенопеј, Хипомедонт, Амфијарај и многи други. Под Тебом, прво је Тидеј био послат да преговара, али Тебанци су га исмејали, и отерали из града, а касније су му поставили и заседу, у којој се Тидеј храбро бранио и побио све своје нападаче, осим једног, како би овај могао да исприча Тебанцима шта се десило.

## Битка
Зараћене стране су поставиле по један одред наспрам сваких од седам врата. По један од седам хероја су водили одред који су нападали капије. Пре почетка битке Етеокле упита пророка Тиресија за исход. Тиресије рече да ће Тебанци победити само ако богу Ареју жртвују Креонтовог сина Менојкеја. Менојкеј се сам попео на тебанске зидине и својим мачем пробо груди.
Све је говорило да ће Тебанци победити. Богови су били на њиховој страни. У јуришу на зидине је од Зевсове муње страдао Капанеј. Партенопаја је убио Периклимен, бацивши му велики камен са зидина на главу. Војска из Аргоса је било принуђена да оступи од зидина. Схватили су да Тебу не могу освојити јуришем.
Одлучено је да битка буде одређена мегданом између браће Полиника и Етеоклеа. Браћа су пламтела мржњом један према другом. Један од њих двојице је требало да буде убијен. Али Мојре су одлучиле нешто друго. После велике борбе, оба брата су била мртва.
После примирја је настављена крвава борба. Богови су у тој борби штитили и помагали Тебанце. Убијени су Хипомедонт и Етеокле. Тидеја је ранио Меланип. Пошто је он био под Атенином заштитом, она је пожурила да му помогне. Питала је Зевса да јој дозволи да му дарује бесмртност. За то време Амфијарај одруби главу Меланипу и баци је Тидеју који је био смртно рањен. Тидеј разби Меланипову лобању и поче да пије мозак. Видећи његову крвожедност, Атена га напусти. У последњем тренутку, Тидеј замоли да његовом сину, Диомеду, буде дарована бесмртност, која је њему била одузета.

## Епилог
Тебанци су победили под зидинама Тебе војску из Аргоса. Од свих хероја, само је Адраст успео да се спасе. На свом брзом коњу је побегао у Атину, одакле се вратио у Аргос.
Тебанци су своје хероје свечано сахранили, док су хероји из Аргоса остали несахрањени. Жене и мајке погинулих хероја су сазнале за то и са Адрастом одлазе у Атину да моле краља Тезеја да им помогне и да натера Тебанце да им дају лешеве мртвих. Баш тада је од Креонта стигао гласник који је тражио од Тезеја да не помаже аргоским женама и да протера Адраста из Атике.
Тезеј је то наређење схватио као велику увреду. Повео је војску на Тебу, победио их и натерао да предају лешеве палих ратника. У Елеуферу су подигли седам ломача где су спалили ратнике, док су лешеве вођа пребацили у Елеусин, где су их спалили.